# والوا (کامپانیا)
والوا (کامپانیا) (به ایتالیایی: Valva) یک کومونه در ایتالیا است که در استان سالرنو واقع شده‌است.

## خصوصیات
والوا ۲۶٫۲۱ کیلومترمربع مساحت و ۱٬۷۸۴ نفر جمعیت دارد و ۵۱۰ متر بالاتر از سطح دریا واقع شده‌است.